# Herman Daly
Herman Daly  (1938 - 28 de outubro de 2022) foi um economista ecológico estadunidense,  professor da Escola de Política Pública de College Park, nos Estados Unidos.
Foi economista chefe no Departamento Ambiental do Banco Mundial, onde auxiliou a desenvolver princípios políticos básicos relacionados ao desenvolvimento sustentável. Enquanto lá esteve, envolveu-se em operações ambientais na América Latina.
A ele é geralmente atribuída a ideia de crescimento deseconômico - embora outros afirmem que Marilyn Waring tenha desenvolvido mais completamente o conceito, em seu estudo sobre o Sistema de Contabilidade Nacional das Nações Unidas.